# 連續體假設
流體力學中，連續體假設（英語：或）是對現實流體的簡化假設。從微觀角度，流體由分子組成，性質離散，但從宏觀角度，可以視為連續，以致對於每個無窮小的體積，皆可定義其密度、溫度、壓強等屬性。在实际气体和液体的流动中，物质既不能产生，也不能消失。考察的速度场必须满足质量守恒定律。如果考察的是不可压缩流体，那么流过某截面的质量即与体积成正比，流过每个截面的体积是相等的，可以得到，
{\displaystyle Av={\dot {V}}=const}
类似的，对于可压缩流体，
{\displaystyle \rho Av={\dot {M}}}
在三维的情况下，考察一个体积微元，设流入微原的三个方向的速度分别为{\displaystyle u,v,w},而流出速度分别为{\displaystyle u+{\frac {\partial u}{\partial x}}dx,v+{\frac {\partial v}{\partial y}}dy;,w+{\frac {\partial w}{\partial z}}dz}
利用一个体积微元质量守恒，可得出以下液体动力学的连续性方程（对不可压缩流体）。
{\displaystyle {\frac {\partial u}{\partial x}}+{\frac {\partial v}{\partial y}}+{\frac {\partial w}{\partial z}}=0}